# 西川藤吉

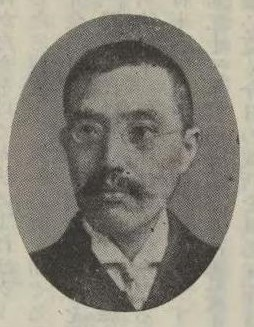
西川藤吉

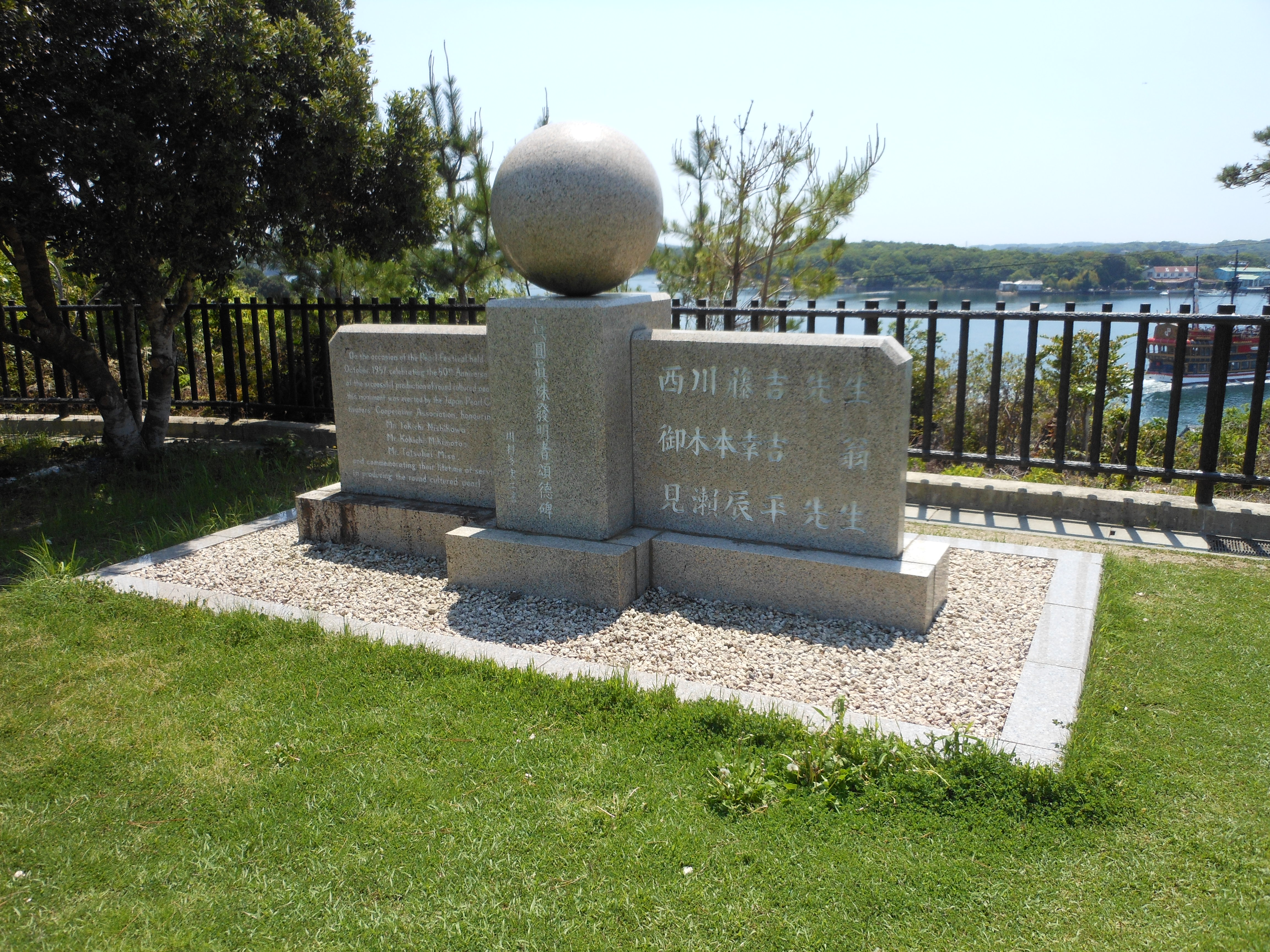
真円真珠発明者頌徳碑（三重県志摩市・円山公園）

西川 籐吉（にしかわ とうきち、1874年（明治7年）3月17日 - 1909年（明治42年）6月22日）は、日本の真円真珠養殖の研究者、真円真珠発明者。大阪府桃谷出身。

## 生涯
見瀬辰平とともに真円真珠を発明した研究者として知られている。西川式・ピース式と呼ばれ、現在の真珠養殖の技術の基礎となっている。東京帝国大学で水産動物学を専攻し1897年（明治30年）に卒業した後、農商務省水産局技師として、箕作佳吉・飯島魁両博士の指導の下、真円真珠養殖およびアワビの人工授精の研究に従事した。御木本研究所で本格的な真珠の研究にはいり、真円真珠形成の原理を解明した。
1903年（明治36年）、御木本幸吉の次女を嫁に貰う。又、この年の3月1日から6月30日迄開かれた第五回内国勧業博覧会の堺会場に設置された博覧会付属堺水族館に主幹として参画した。
1905年（明治38年）、御木本研究所において本格的な真円真珠の研究に従事する。1907年（明治40年）、真円真珠を養殖する方法の一連の特許を出願。見瀬辰平との間で特許権抵触問題が起きる。1908年（明治41年）、御木本の研究所を去り、淡路の自家実験所と三崎の東京帝大臨海実験場で研究を続けた。
1909年（明治42年）、東京の自宅で癌のため死去。特許が登録されたのは没後のことである。

## 家族
- 父・西川新助 ‐ 大阪府平民。南桃谷町で晒蠟商を営む豪資家。[3][4]
- 長兄・西川虎吉（1868-） ‐ 九州帝国大学工科大学教授。1893年東京帝国大学工科大学応用化学科を卒業、翌年同大助教授、1896年に辞職し、翌年よりアルカリ工業研究のため欧米留学、1899年帰国し舎密会社入社、1909年東京帝大工科大助教授に戻り、1911年より九州帝大工科大教授。[3]
- 次兄・麻生二郎 (1871-) ‐ 麻生武平の二女ふくの入婿。日本銀行大阪支店長を経て同行理事。東京帝国大学法科大学政治科卒。[5]
- 養姉・たす（1865-） ‐ 麻生武平の長女で井口在屋の妻。在屋・たす夫妻の三男・井口武英の妻・梢は麻生二郎・ふく夫婦の三女でいとこ婚。
- 妻・みね ‐ 御木本幸吉の二女[6]